# Charlie Rivel

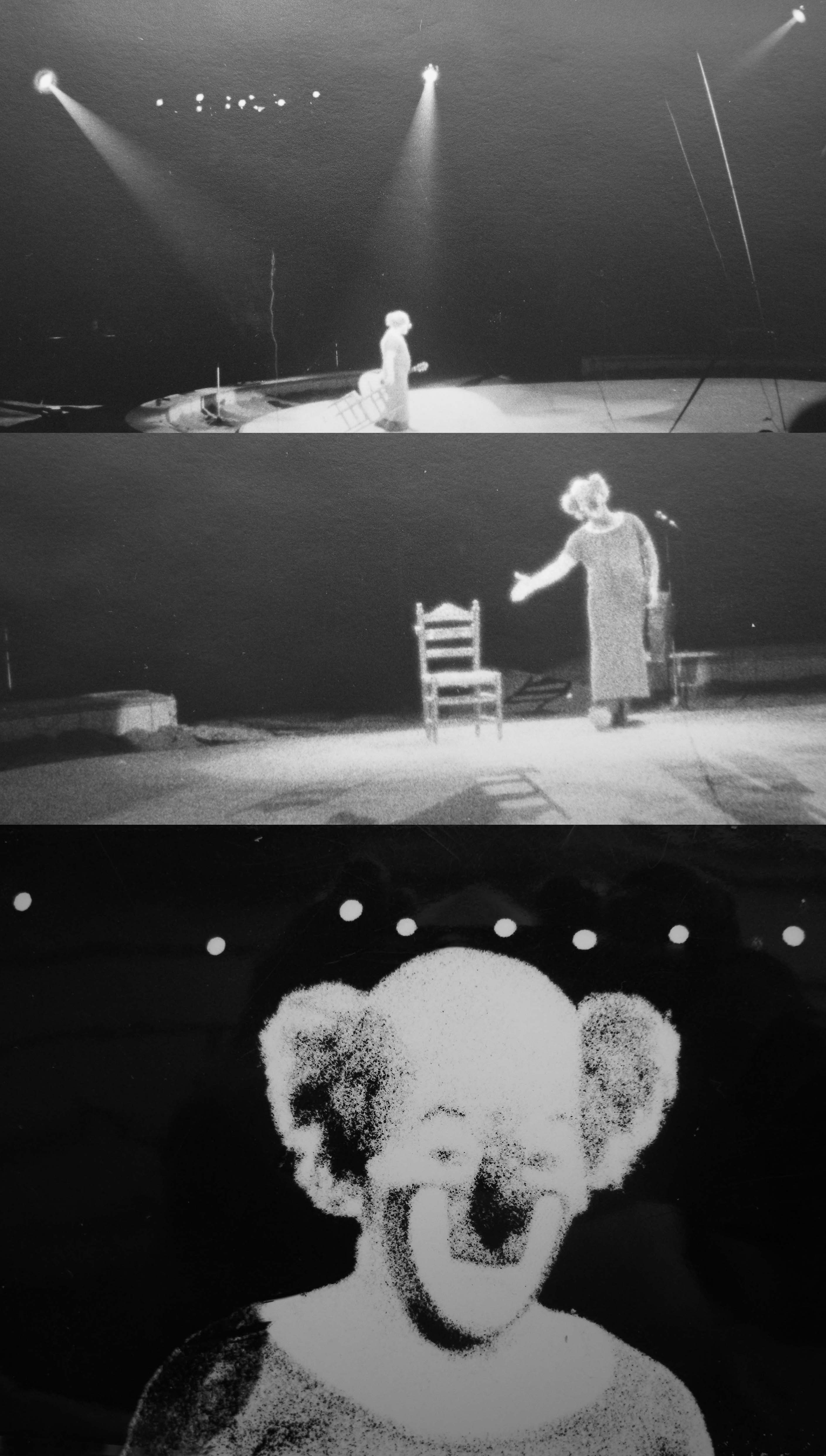
Charlie Rivel, Viena, 1972.

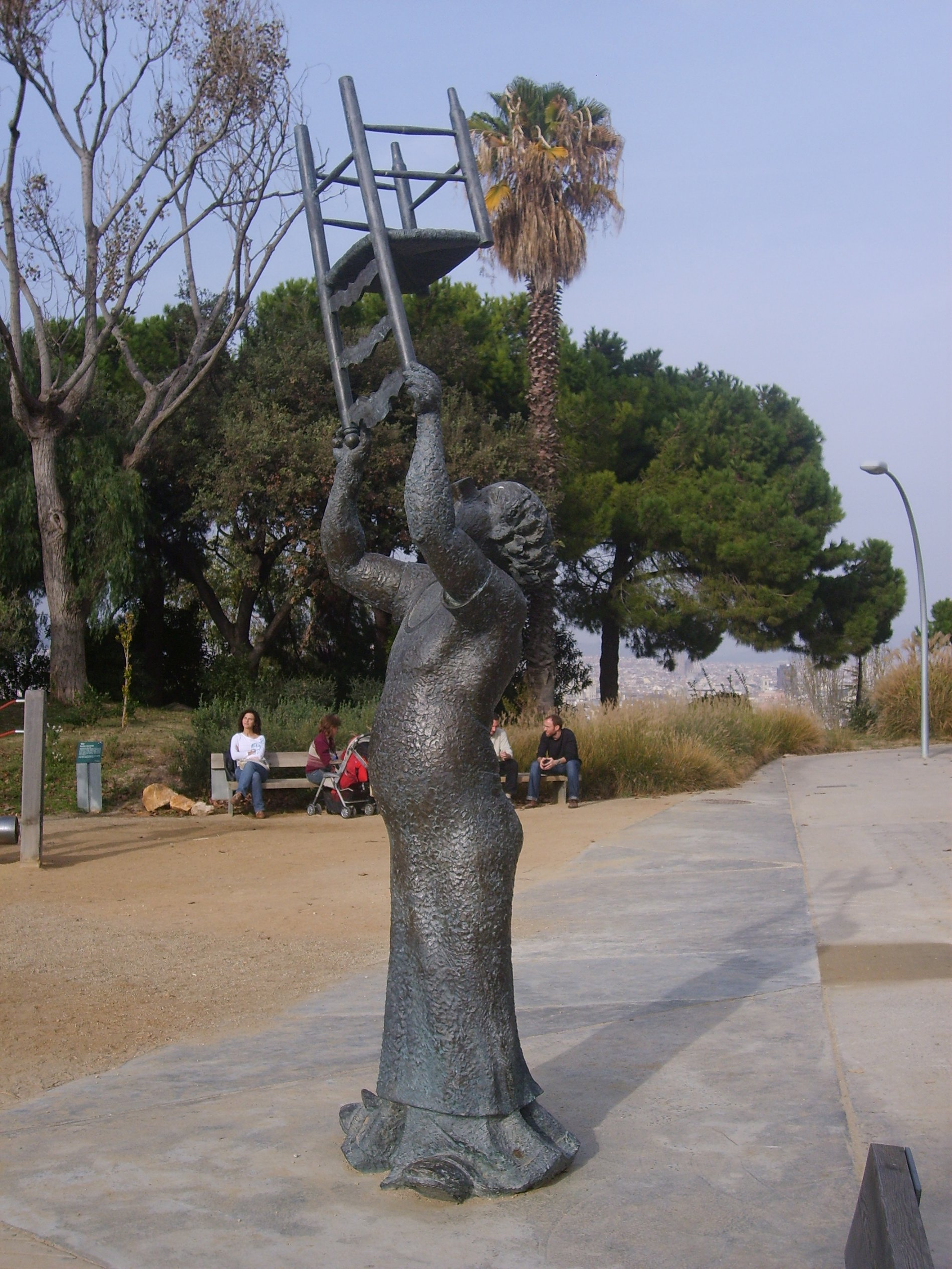
Monument dedicat a Charlie Rivel a Montjuïc

Charlie Rivel, nom artístic de Josep Andreu i Lasserre (Cubelles, 23 d'abril de 1896 - Sant Pere de Ribes, 26 de juliol de 1983), fou un pallasso català.

## Biografia

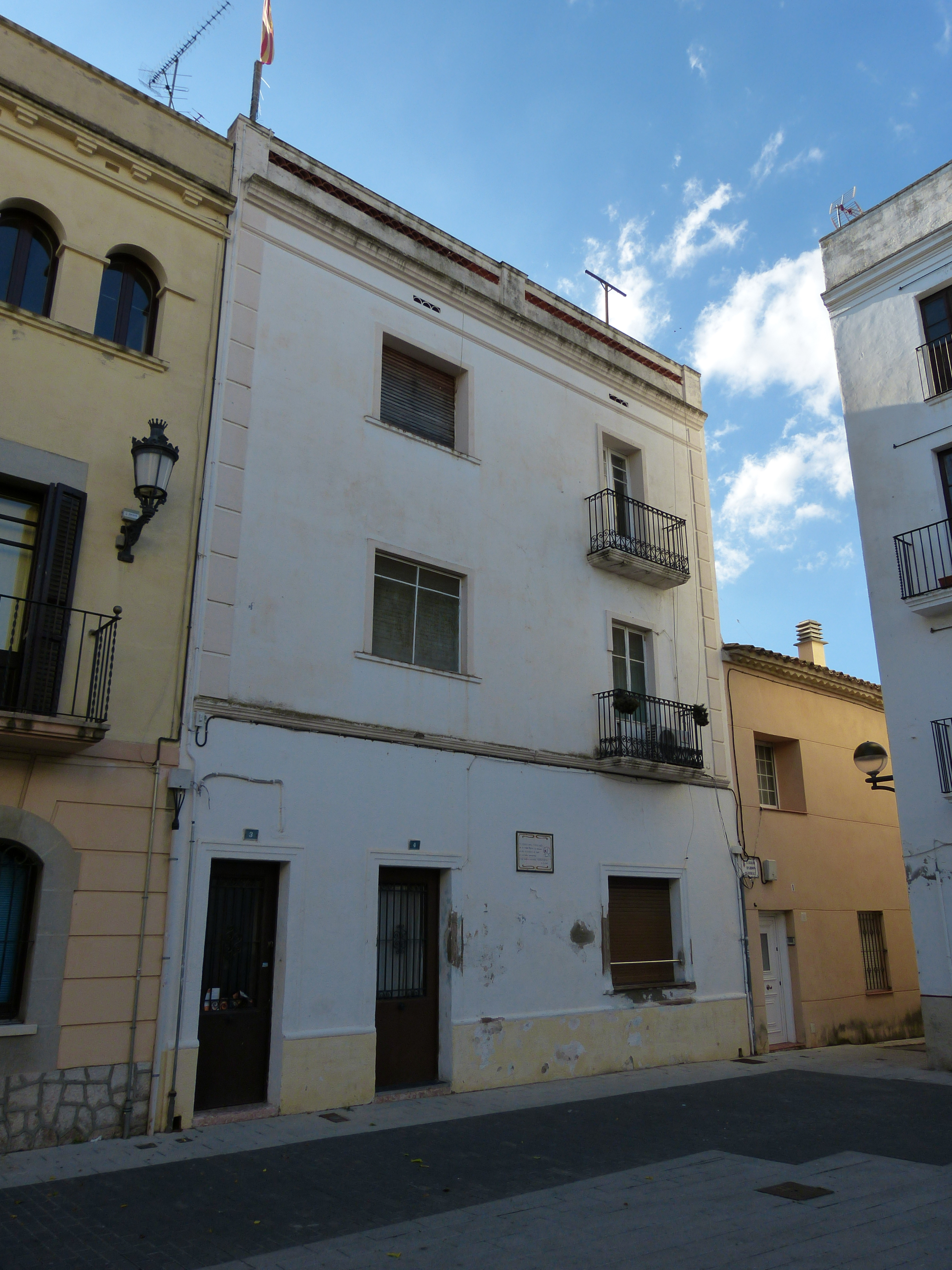
Casa natal de Charlie Rivel, a la plaça de la Vila, Cubelles.

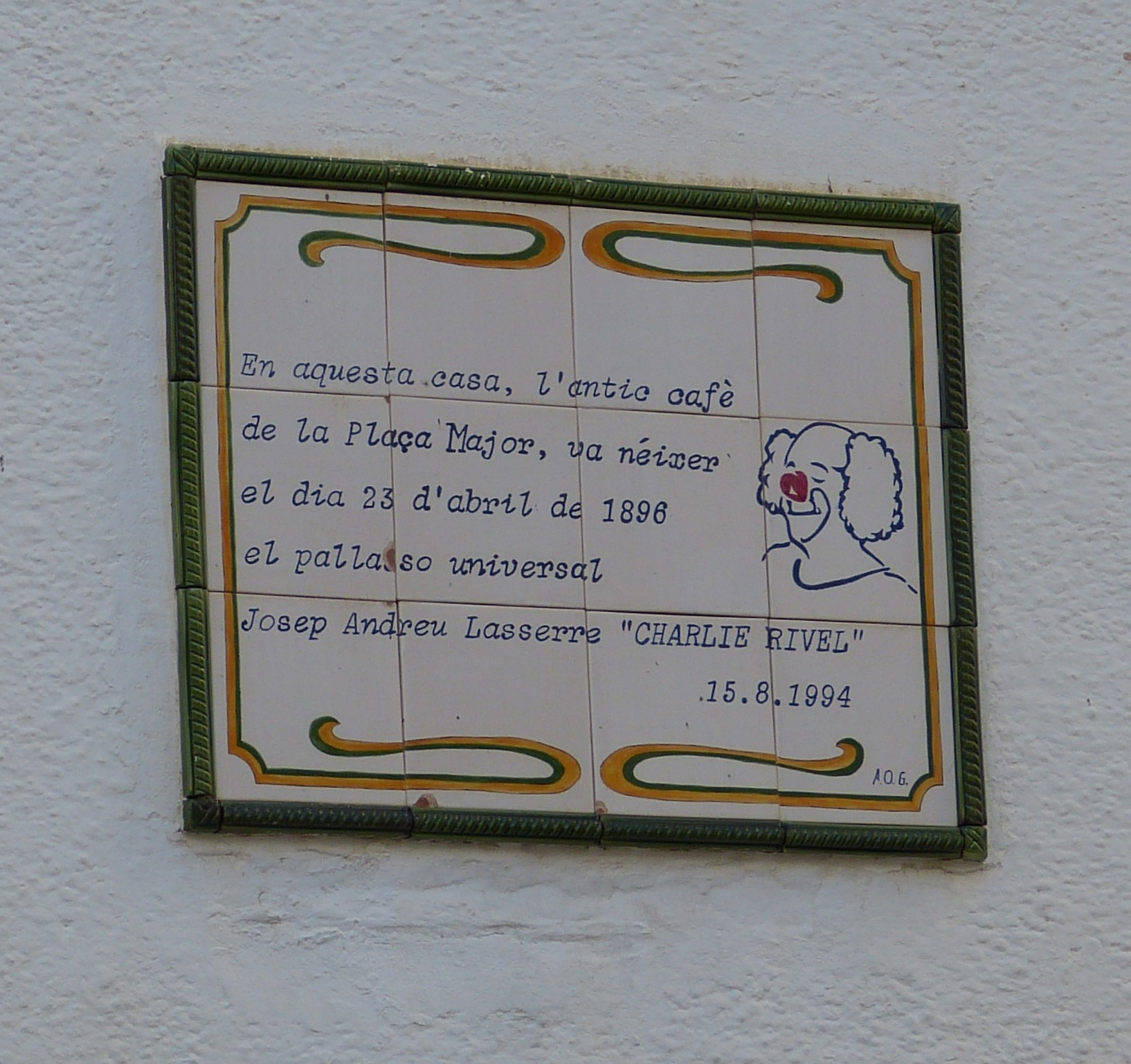
Placa a la casa natal de Charlie Rivel.

Fill de Pere Andreu Pausas (fuster de Sants, actualment un barri de Barcelona) i de Marie-Louise Lassarre, va néixer a Cubelles, en un estable com ell deia. El pare, Pere Andreu, amb els seus cinc germans: Maria Lluïsa (1897-1916), Polo Rivel (1899-1977), René Rivel (1903-1976), Marcel (1906-1970) i Roger (1909-2001) Andreu Lassarre, van fundar una dinastia que encara avui dia continua dedicant-s'hi als espectacles circencs.
El 15 de gener de 1920 es casa a València amb Carmen Busto Riensa, filla del pallasso Gregorio Busto. D'aquest matrimoni nasqueren quatre fills: Paulina (17 de febrer de 1921), Juanito (3 de gener de 1923), Charlie Junior (31 de desembre de 1925) i Valentino (29 de juliol de 1927).
El juny de 1982, deu anys després de la mort de la seva primera esposa, es casa en segones núpcies amb Margarida Camas Reig.
Va aconseguir fer-se un lloc entre les primeres figures del circ. A l'edat de tres anys Josep va debutar en el seu primer número còmic en el qual imitava un forçut i vint anys més tard es produïa una llegendària anècdota en la qual un estupefacte Charles Chaplin li va deixar anar: M'imita vostè o soc jo qui l'imito a vostè?
A partir de 1935 i fins a la fi de la Segona Guerra Mundial abraça el nazisme i treballa pel departament de propaganda del Tercer Reich. En aquesta situació, manté relacions amistoses amb Adolf Hitler i Joseph Goebbels en pro de la causa nazi. Posteriorment, en finalitzar la guerra i després de refugiar-se a Suècia, Charlie demana ajuda al general insurrecte Franco, que li proporciona passaport i entrada a Espanya.
El 1954 va tornar a Barcelona per les Festes de la Mercè com a figura del cartell del Circ Price, convertit ja en el Charlie Rivel udolador que tots recordem. El seu últim moment estel·lar es produí l'any 1971 gràcies a la seva participació en la pel·lícula I clowns de Federico Fellini. L'any 1973 va actuar com a estrella convidada al Festival d'Eurovisió durant el recompte de vots.
Va morir el 26 de juliol de 1983 a Sant Pere de Ribes a causa d'un atac de cor. Està enterrat al cementiri de Cubelles.

## Homenatges
L'any 2007 es va estrenar El pallasso i el Führer, una pel·lícula d'Eduard Cortés on Ferran Rañé interpreta Charlie Rivel.
A Cubelles hi ha una exposició permanent en homenatge a la seva figura, a la plaça del Castell. L'any 1983 rep la distinció Creu de Sant Jordi de la Generalitat de Catalunya.